# Duabanga grandiflora
Duabanga grandiflora là một loài thực vật có hoa trong họ Lythraceae. Loài này được (DC.) Walp. mô tả khoa học đầu tiên năm 1843.

## Hình ảnh

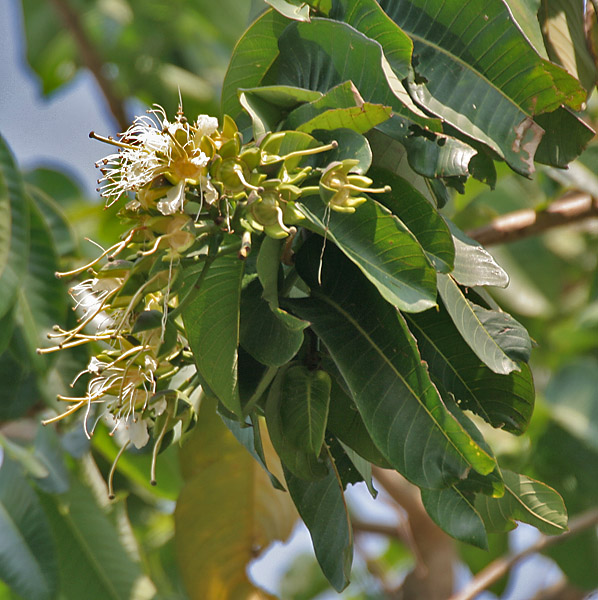
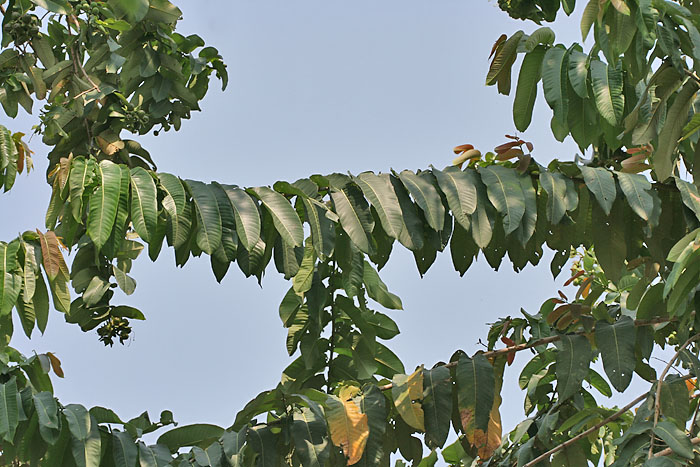
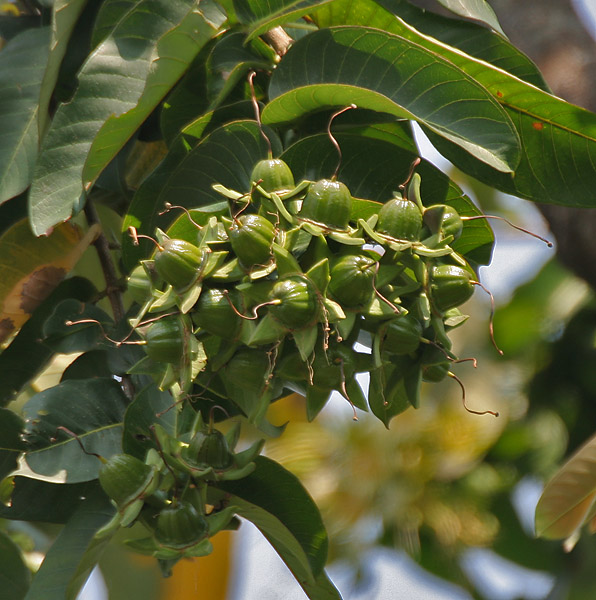
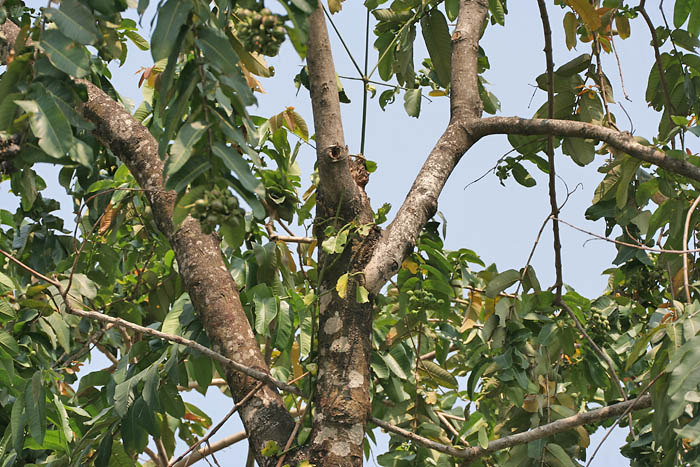